# Рейд (военное дело)

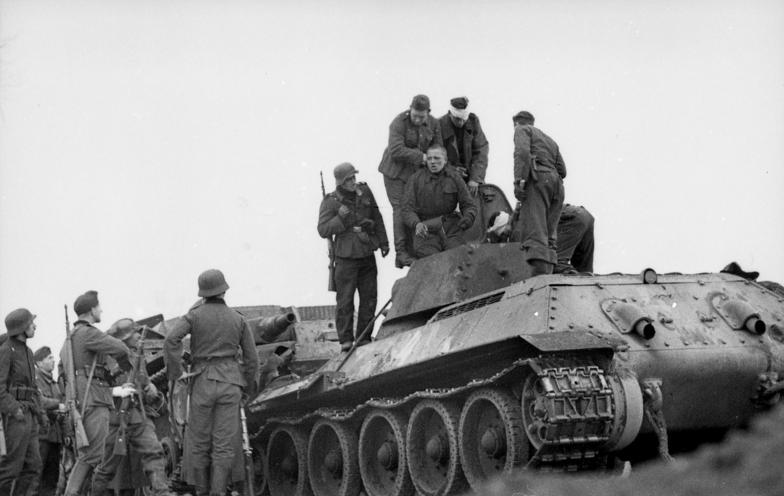
Взятие Вермахтом в плен танкового экипажа лейтенанта Д. Г. Луценко, под Калининым, во время рейда 21-й танковой бригады.

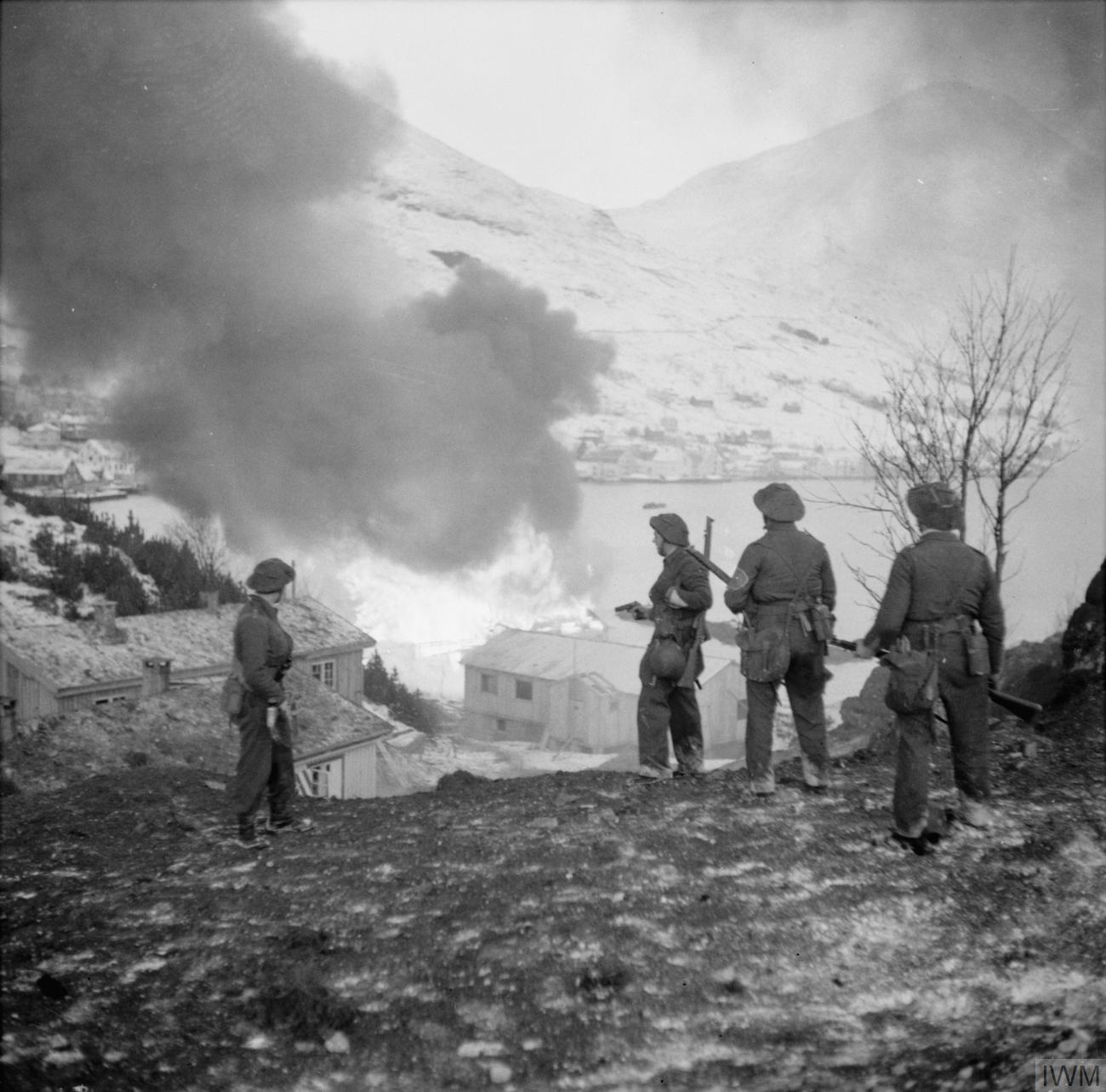
Британские парашютисты-диверсанты во время рейда на территории оккупированной Норвегии, фотоотчёт о диверсии, 1941 год.

Рейдовые действия (англ. raid, от древ.-англ. to rayer — стереть с лица земли), рейд, наезд, набег — один из способов военных (боевых) действий, применяемый войсками (силами) и партизанами в тылу противника.
Заключается в стремительном продвижении по избранному маршруту, нанесении внезапных ударов по объектам противника и выходе в намеченный район. На начало XX столетия наезд (набег, рейд) — действия конницы в тылу противника с целью прекращения подвоза запасов, порчи железных дорог, разрушения сооружений, имеющих военное значение и тому подобное.

## Определения
Рейд в русском военном деле назывался  кавалерийским набегом, позднее Д. Н. Ушаков в Толковом словаре дополняет рейд как воздушный налёт, набег на тыл или фланг противника.
Далее, С. И. Ожегов и Н. Ю. Шведова в Толковом словаре русского языка определяют рейд как набег, стремительное продвижение в тыл противника с целью осуществления боевых действий.

Части и подразделения воздушно-десантных войск при выполнении боевых задач в тылу противника ведут общевойсковой бой и совершают рейды (ведут рейдовые действия).

Рейд (рейдовые действия) — форма тактических действий войск, заключающихся в передвижении по территории противника и ведении боя в целях последовательного захвата и уничтожения (вывода из строя) ранее назначенных или вновь выявленных объектов противника, дезорганизации управления его войсками и работы тыла, нарушения коммуникаций, а также для выхода в новый район и овладения им.— Боевой устав воздушно-десантных войск
В конце 1980-х годов рейд определяли как

стремительное продвижение и боевые действия в тылу противника высокоподвижных (воздушно-десантных, танковых, механизированных) подразделений, частей (соединений) или партизанских отрядов в целях уничтожения живой силы и техники противника, его важных объектов, дезорганизации работы тыла, пунктов управления, нарушения коммуникаций и т. д.— Словарь военных терминов. Сост. А. М. Плехов, С. Г. Шапкин. — М.: Воениздат, 1988

## История
Во время североамериканской гражданской войны 1861—1865 годов рейдами назывались предприятия — преимущественно конницы, но иногда и целых армий (Шеридан, в 1864 — 1865 годах) — имевшие целью ослабление сил и средств противника и лишение его шансов победы. По широкому и систематическому применению, по громадности достигавшихся результатов, по массам конницы, производившей рейды, они справедливо признаются главным стратегическим приёмом американских полководцев во время упомянутой войны. В первые её годы слабые вооружённые силы южных штатов отстаивались этим способом против неприятеля, а в последние годы решительный успех склонился на сторону северян, после беспощадного погрома, произведённого их конными массами в южных штатах. Ср. Edwards, «The camp of Forrests-cavalry»; «Sheridan’s Memoires». По своему значению и по способу исполнения рейды были сходны с партизанскими действиями.
В начале XX века особое значение придавалось рейдам в период мобилизации, до открытия военных действий, с целью задержать мобилизацию неприятеля путем разрушения железных дорог, уничтожения складов, нападений на личный и конский состав, идущий на укомплектование, и т. п. Предусматривались также и рейды в период боевых операций армии, одновременно с ними или в перерывах между столкновениями для расстройства подвоза в тылу противника, отвлечения его резервов, перерыва связи между отдельными частями его армии, нанесения ударов отдельным колоннам, поднятия восстания в тылу противника. Примером рейда первого типа является рейд российской 1-й кавалерийской дивизии под командованием В. И. Гурко при поддержке 5-й стрелковой бригады на Маркграбов 1 (14) августа 1914 (в начале Первой мировой войны). Примером рейда второго типа является набег на Инкоу во время русско-японской войны.